# 常棣華
常棣華（?—?），山西省汾州府汾陽縣人，清朝政治人物、同進士出身。
光緒十八年（1892年），参加光緒壬辰科殿試，登進士三甲4名。同年五月，授内阁中书